# Motor d'espores
Dins l'univers de Star Trek, el motor d'espores (Displacement-Activated Spore Hub Drive o spore drive o s-drive) és una forma de propulsió que permet traslladar-se a qualsevol lloc de l'univers en pocs segons. Va aparèixer per primer cop a la sèrie de 2017 Star Trek: Discovery.
El motor d'espores va ser desenvolupat a partir de les idees de Paul Stamets i Straal. Es basa en l'existència d'una xarxa de micelis, que és un subespai que conté els micelis del fong Prototaxites Stellaviatori. Es pot accedir a la xarxa mitjançant les espores de P. stellaviatori i possibilita el viatge a enormes distàncies. Formes de vida com els tardígrads poden viatjar per la xarxa d'una forma natural.
La recerca dels tinents Paul Stamets i Straal, es basa en el fet que a nivell quàntic no hi ha diferència entre la biologia i la física, i les espores no son tan sols les progenitores de la panspèrmia, si no que també son els elements bàsics d'energia de l'univers. Un motor basat en aquestes espores permet fer salts dins la xarxa de micelis que cobreixen tot l'univers, que permet a la nau, hipotèticament, anar a qualsevol punt de l'espai en qüestió de segons.
Es van dissenyar dues naus per investigar aquesta tecnologia, la USS Glenn i la USS Discovery per duplicar els equips i avançar en la investigació. A l'inici, els salts que proporciona el motor son curts en el temps i en l'espai, sense poder controlar el punt de destí. En un moment donat, la USS Glenn, on el científic principal és Straal, aconsegueix fer salts més llargs, aconseguint saltar fins a 90 anys llum en un salt de només 1,3 segons. Això ho va aconseguir fent servir la capacitat d'un tardígrad que viu en simbiosi amb els fongs i és capaç de viatjar per la xarxa de micelis. Poc després, en un altre salt de prova, la Glenn es va apropar massa a un Firewall de radiació de Hawking i va morir tota la seva tripulació.
La Discovery va investigar els successos que havien causat la mort de la tripulació de la seva nau bessona i va aconseguir emportar-se el tardígrad i entendre com usar-lo per fer servir el motor de manera segura. Aquesta informació es va enviar a la flota estel·lar per activar la cerca d'aquesta espècie i el desenvolupament massiu del motor d'espores.